# Universitat d'Oslo
La Universitat d'Oslo (Universiteetet i Oslo en noruec, Universitas Osloensis en llatí) és la institució educativa pública de nivell superior més gran de Noruega. Aquesta universitat el 2010 tenia prop 28.000 estudiants i 3.200 acadèmics És la universitat més antiga del país.

## Història
Fou fundada el 1811 sota el nom Det Kongelige Frederiks Universitet (Reial Universitat Fredericiana) en honor del rei de Dinamarca-Noruega Frederic VI. Abans Noruega no tenia pas universitat pròpia, i sota el règim del Regne de Dinamarca-Noruega, l'única universitat era la Universitat de Copenhaguen. Després de la dissolució d'aquest regne, la Universitat d'Oslo es convertí en la primera en llur classe a Noruega. El 1939 canvià al seu nom actual. Compta amb diverses biblioteques i campus a la ciutat d'Oslo, així com dos museus (el d'Història Cultural i el d'Història Natural).
El 2010 tenia vuit facultats: Teologia, Dret, Medicina, Humanitats, Matemàtiques i Ciències Naturals, Odontologia, Ciències Socials i Educació.

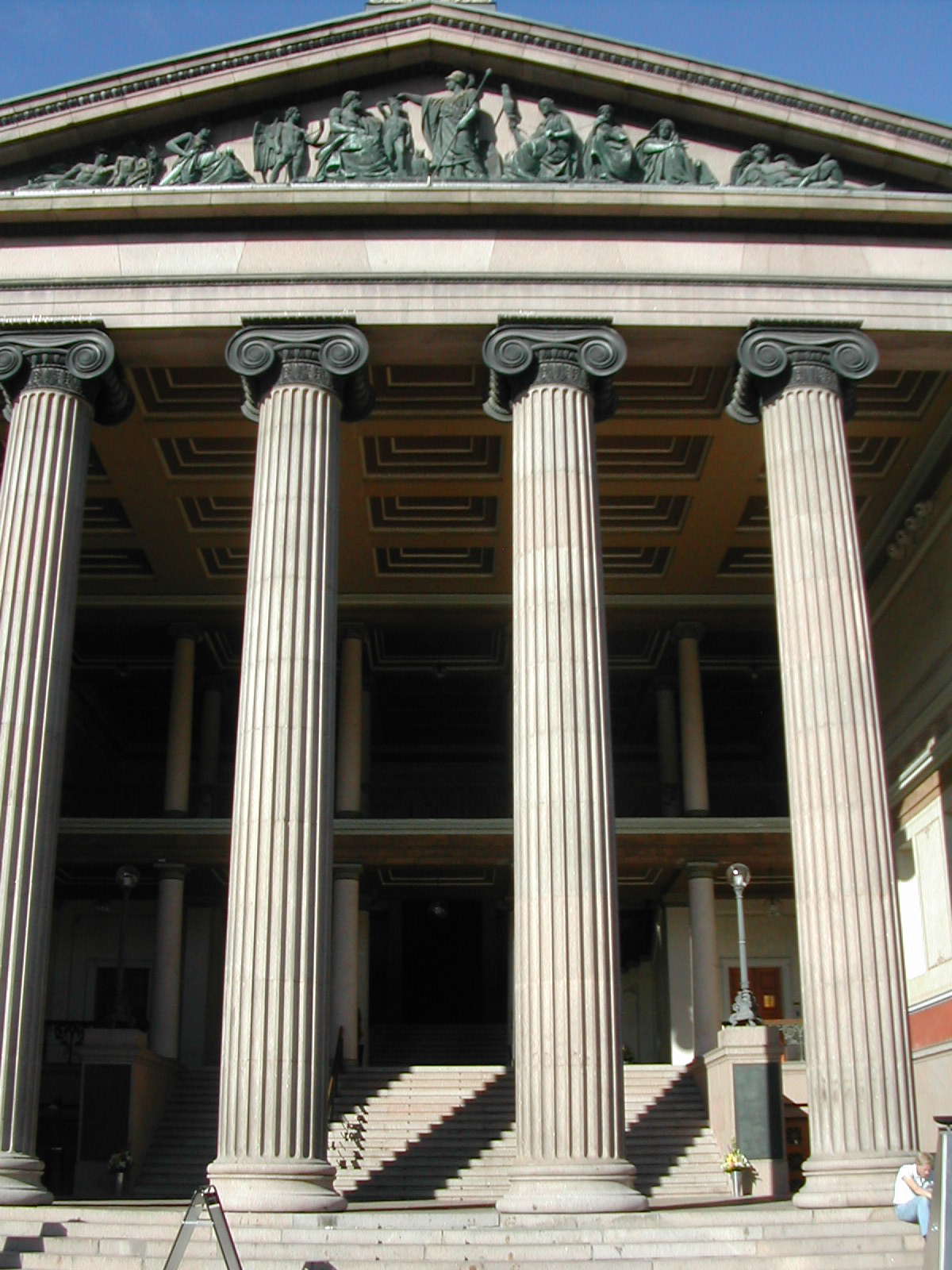
Edifici principal de la Facultat de Dret

## Rànquings
A l'Academic Ranking of World Universities del 2010 se situa en la posició 75 del món (la més alta de Noruega). També l'any 2010 en els QS World University Rankings la UiO figurava en el lloc 100 mundial, mentre que el Webometrics Ranking of World Universities la situava en la posició 53a.

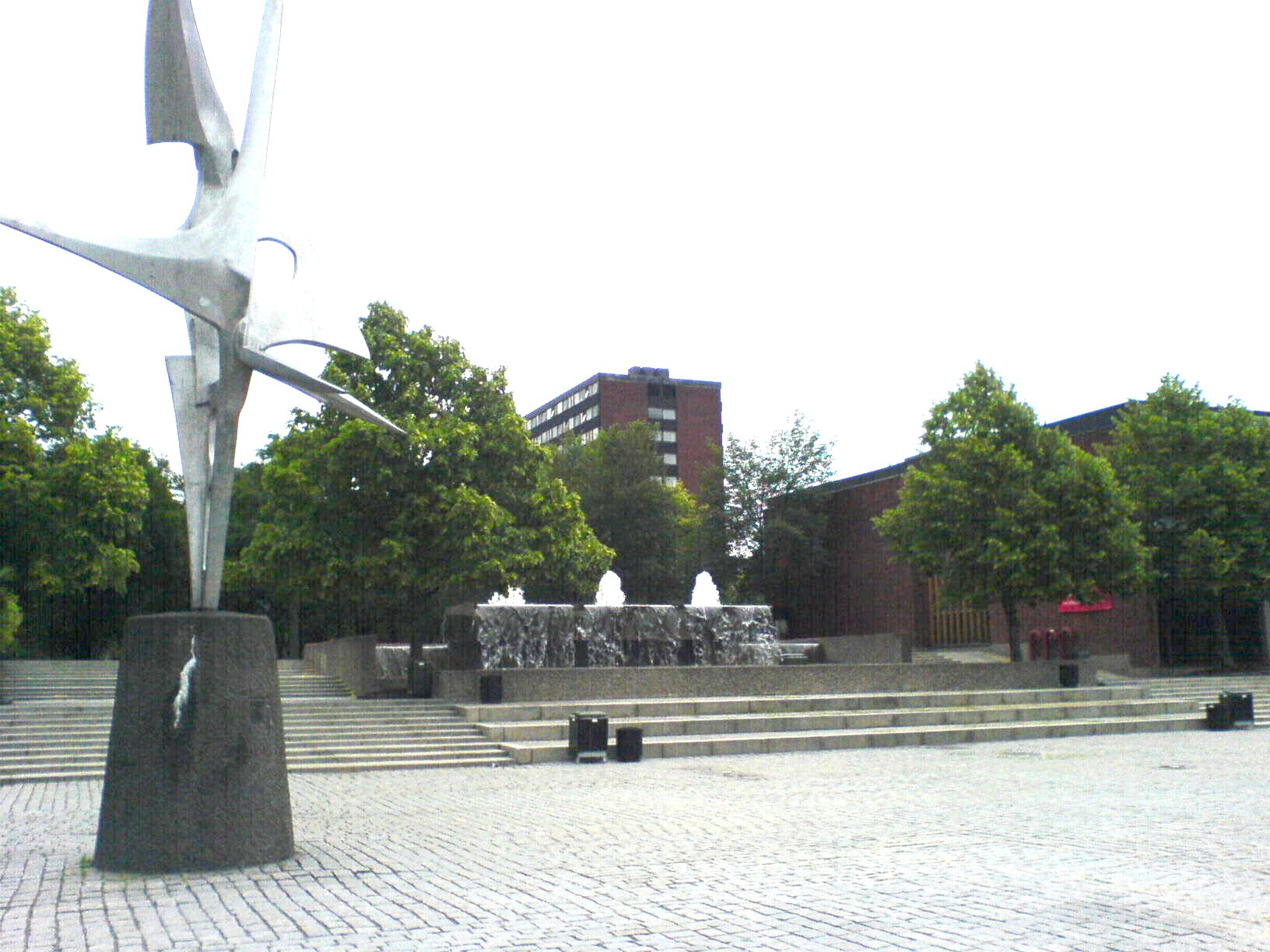
Campus de Blindern de la Universitat d'Oslo